# 仁荷大學站
仁荷大學站（：／ Inhadae yeok */?）是水仁·盆唐線沿線的一座地下車站，位於韓國仁川廣域市彌鄒忽區龍峴洞。開通時的站名是龍峴站（용현역）。
1969年8月一場大雨導致松島站至龍峴站之間的鐵軌損壞、地基流失，水仁線南仁川站至松島站區間路段停駛，車站也暫時關閉；之後南部站至此站附近的東洋化學工場重新鋪設全新的標準軌專用軌道。該條軌道在2010年代初半複線電氣化工程時部分拆去，水仁線停駛路段也於2016年重新開通。

## 車站結構
站體為2面2線曲線式設計側式月台的地下車站，候車月台設有月台幕門。

### 月台配置
| ↑ 松島 |
| \| １  |
| 崇義 ↓ |

| 月台 | 路線                   | 目的地                                               |
| ---- | ---------------------- | ---------------------------------------------------- |
| 1    | ●首都圈電鐵水仁·盆唐線 | 崇義、新浦、仁川方向                                 |
| 2    | ●首都圈電鐵水仁·盆唐線 | 松島、源仁齋、烏耳島、水原、竹田、往十里、清涼里方向 |

## 歷史
- 1965年1月5日：龍峴站（용현역）落成啟用。
- 1973年7月14日：水仁線南仁川站至松島站區間停駛，本站關閉。
- 2016年2月27日：以仁荷大學站重新啟用。
- 2020年9月12日：首都圈電鐵水仁·盆唐線開通，車站編號由 K261 改為 K269。

## 車站周邊
- 仁荷大學
- 仁荷工業專科大學（朝鲜语：인하공업전문대학）
- 仁荷師範大學附設高校
- 靜石航空科學高校
- 仁川地方法院
- 仁川地方檢察廳
- 仁川看守所（朝鲜语：인천구치소）
- 仁川保護觀察所（朝鲜语：인천보호관찰소）
- 仁川彌鄒忽警察署
- 仁川兵務支廳
- 京仁交通廣播（朝鲜语：경인교통방송）
- 仁川SK天空瞭望台
- 龍田近鄰公園
- Home plus（朝鲜语：홈플러스）仁荷店
- 國民銀行仁荷大學分行
- 南仁川農協仁荷大站支社

## 圖片

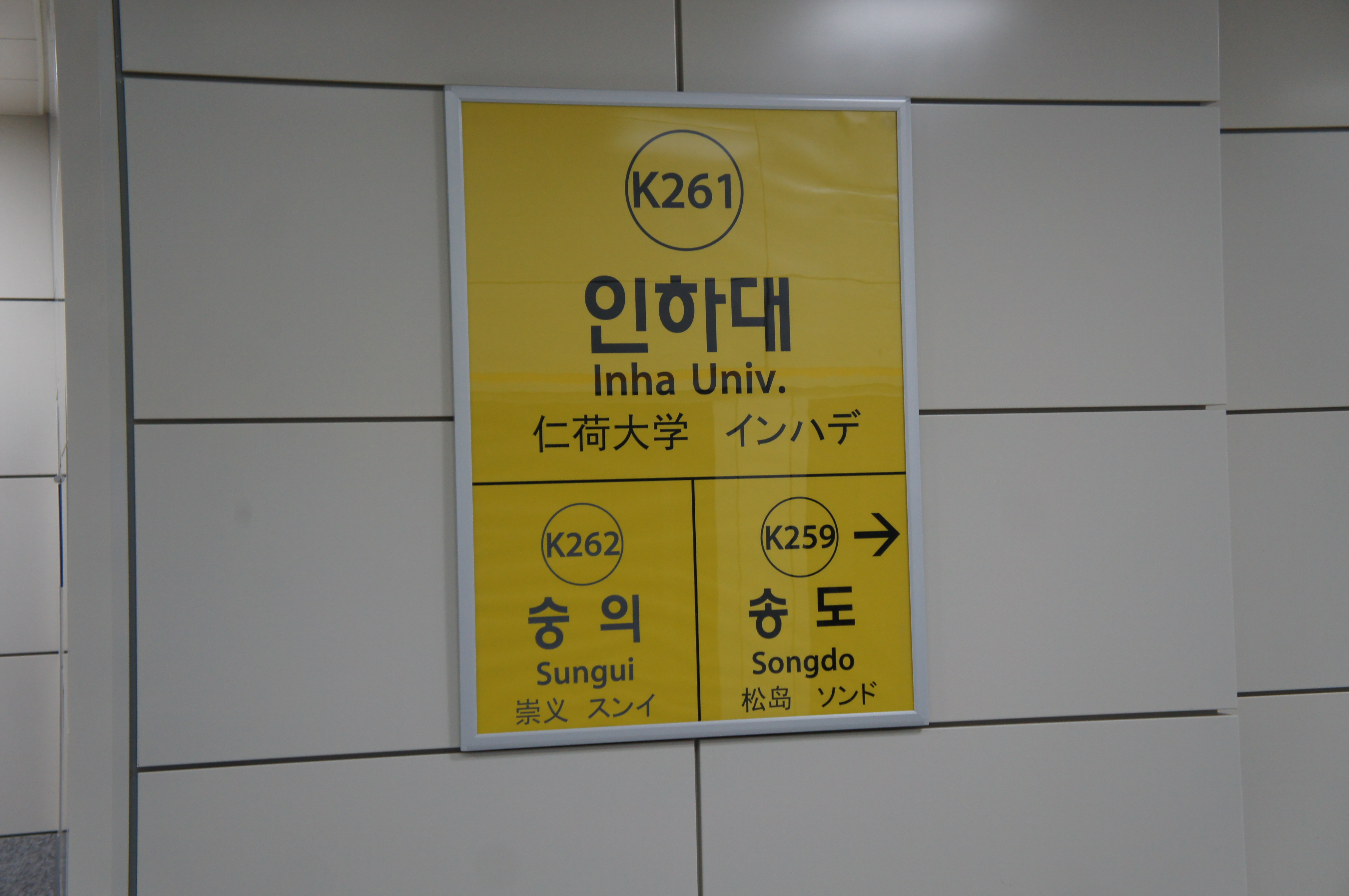
站名牌（水仁線時期）
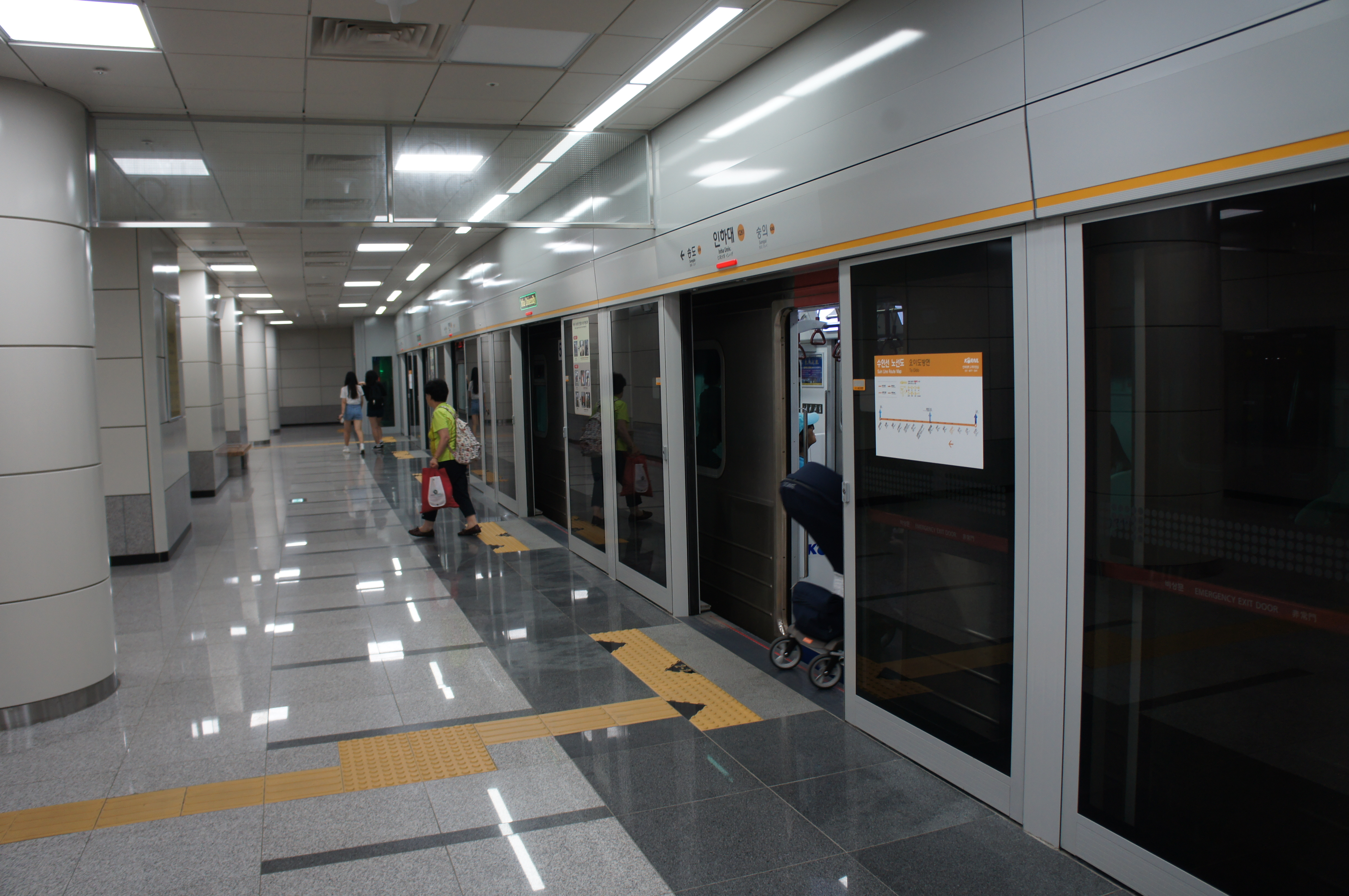
候車月台

## 相鄰車站
韓國鐵道公社
●首都圈電鐵水仁·盆唐線
水仁急行
延壽（K266）－仁荷大學（K269）－仁川（K272）
緩行
松島（K267）－仁荷大學（K269）－崇義（K270）